# Galileo genial
Galileo genial ist eine deutsche Fernsehsendung, die sich an Kinder und Jugendliche im Alter von 6 bis 14 Jahren richtet und erstmals am 4. September 2013 auf dem Privatsender ProSieben MAXX gesendet wurde. Die Sendung wird zeitabhängig zwischen 12:20 Uhr und 14:25 Uhr ausgestrahlt. Wiederholungen, meist Sendungen vom Vortag, werden fast immer zwischen 04:45 Uhr und 05:30 Uhr ausgestrahlt, und an Samstagen stets zwei neue aufeinander folgende Sendungen.

## Moderation
Seit dem Start von Galileo genial moderiert Stefan Gödde die Sendung.

## Konzept
Im Vergleich zu Galileo, dem „größeren Bruder“, werden den jüngeren Zuschauern die Inhalte und Beiträge kindgerecht erklärt.

## Zeitschrift
Derzeit wird das nach der Sendung benannte Magazin Galileo genial herausgegeben, welches in gleichem Maß auf die jungen Zuschauer zugeschnitten ist. In dem Magazin stehen Artikel über Technik, Natur, Tiere und mehr. Außerdem beinhaltet die Zeitschrift teilweise Poster und kleine „Geschenke“ wie z. B. eine kleine Taschenlampe.